# Mazda MX-5 Spyder
La Mazda MX-5 Spyder est un concept car du constructeur automobile japonais Mazda, présenté au SEMA Show de Las Vegas en 2015.
Il s'agit d'une des deux variantes présentées simultanément cette année-là par Mazda à l'occasion du salon Américain de la personnalisation automobile, l'autre variante étant la Mazda MX-5 Speedster.
Ces deux modèles se basent sur le cabriolet Mazda MX-5 Miata ND de quatrième génération, elles adoptent le langage stylistique Kodo de Mazda, l'âme du mouvement.
La MX-5 Spyder est présentée avec une peinture Mercury Silver et une toile tendue minimaliste remplace la capote du cabriolet conventionnel.